# Siemków (Opolské vojvodství)
Siemków (německy Böhmischdorf) je ves v jižním Polsku, v Opolském vojvodství, v okrese Prudník, ve gmině Prudník.

## Geografie
Ves leží v Opavské pahorkatině u úpatí Zlatohorské vrchoviny.

## Historie
Obec byla založena mezi polovinou 18. a koncem 19. století.[zdroj?]

## Doprava
Siemków má autobusová spojení s obcemi Hlucholazy, Kandřín-Kozlí, Opolí, Prudník. V obci je jedna autobusová zastávka.